# 布達佩斯登山鐵路

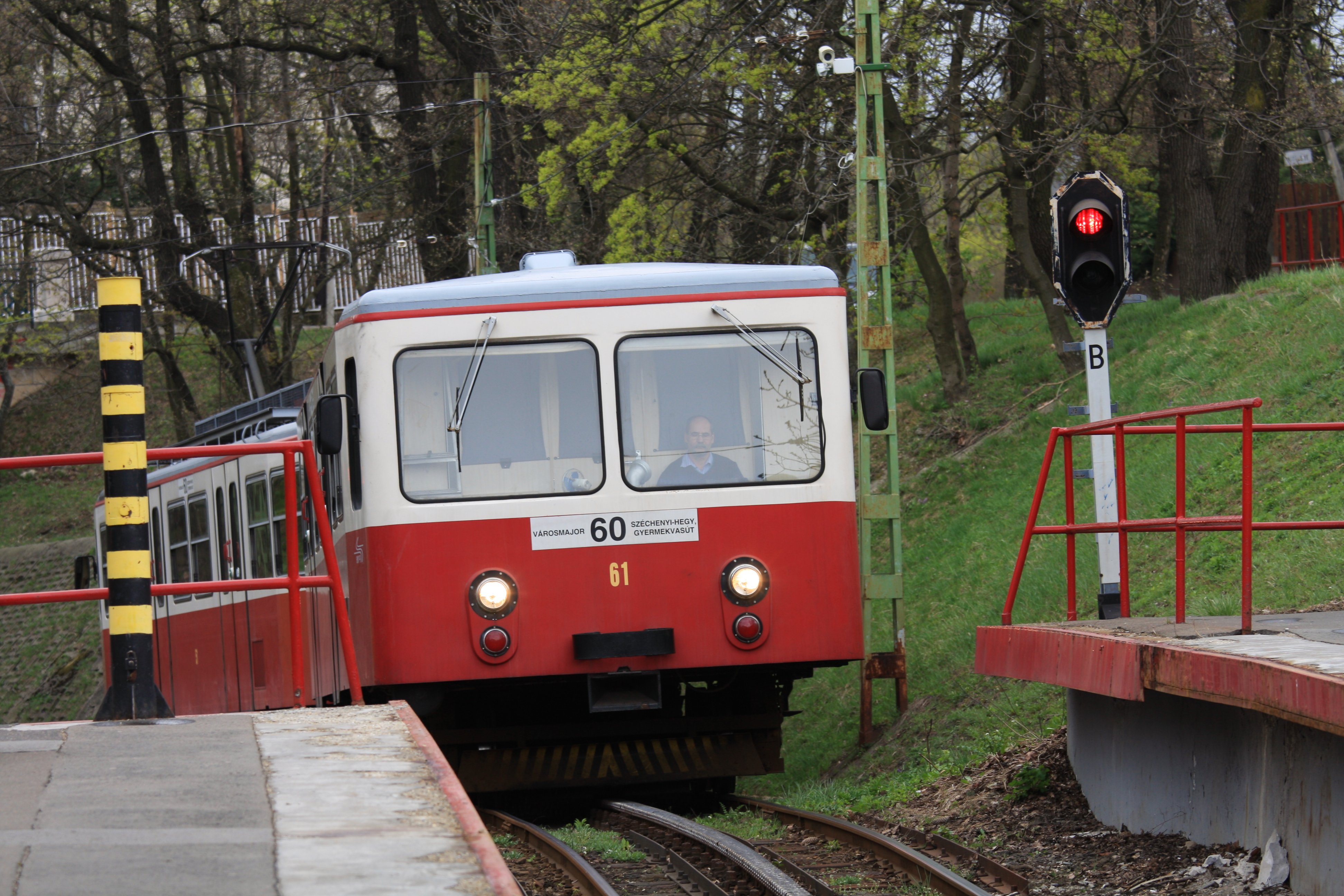

布達佩斯登山鐵路（匈牙利語：Budapesti Fogaskerekű Vasút）是位於匈牙利首都布達佩斯的一個齿轮鐵路。布達佩斯登山鐵路自2008年開始由布達佩斯交通公司運營，共有10個車站，上山時全程需要19分，下山時全程需要16分。軌距為標準軌。布達佩斯登山鐵路是世界首個作為公共交通運營的齒軌鐵路。

## 外部連結
- 125 years of the cog-wheel train （页面存档备份，存于）
- Outline of the public transport of Budapest （页面存档备份，存于）

47°30′44″N 19°01′08″E / 47.51222°N 19.01889°E